# Diafragmagetal

Grafisch weergegeven

Het diafragmagetal of de diafragmawaarde (ook wel F-getal of openingsverhouding genoemd) is een begrip uit de optica dat onder andere in de fotografie en astronomie gebruikt wordt. In de (vooral fotografische) praktijk worden de begrippen diafragmagetal en apertuur vaak door elkaar gebruikt. 
Het diafragmagetal van een lens of lenzenstelsel is gelijk aan de brandpuntsafstand (ƒ) gedeeld door de apertuur (D), de diameter  van de intreepupil:
{\displaystyle {\mbox{diafragmagetal}}={\frac {f}{D}}}
Daar het diafragmagetal de verhouding tussen twee lengtes is, is het dimensieloos. Zowel bij een lensopeningdiameter van 17 mm met een lens met 34 mm brandpuntsafstand als bij een lensopeningdiameter van 25 mm met een lens met 50 mm brandpuntsafstand is het diafragmagetal 2. Dit wordt genoteerd als ƒ/2 of ƒ2 of 1:2, de notatie in de praktijk geeft een groter getal bij een kleinere opening. Als "ƒ/2" als deling wordt gezien met ƒ de brandpuntsafstand dan is de uitkomst de lensopeningdiameter.
Onder de intreepupil wordt verstaan het door de vóór het diafragma gelegen lens- of spiegelcomponenten gevormde beeld van het diafragma. Zie Dikke lens voor meer informatie. In de praktijk wordt deze diameter gewoonlijk de „diameter van de diafragma-opening” genoemd.
Het diafragmagetal heeft niet alleen invloed op het lichtverzamelend vermogen van een lens of lenzenstelsel, maar ook op de scherptediepte en de bokeh.
| Gebruikelijke diafragmagetallen | Gebruikelijke diafragmagetallen | Gebruikelijke diafragmagetallen | Gebruikelijke diafragmagetallen | Gebruikelijke diafragmagetallen | Gebruikelijke diafragmagetallen | Gebruikelijke diafragmagetallen | Gebruikelijke diafragmagetallen | Gebruikelijke diafragmagetallen | Gebruikelijke diafragmagetallen | Gebruikelijke diafragmagetallen | Gebruikelijke diafragmagetallen | Gebruikelijke diafragmagetallen | Gebruikelijke diafragmagetallen |
| ------------------------------- | ------------------------------- | ------------------------------- | ------------------------------- | ------------------------------- | ------------------------------- | ------------------------------- | ------------------------------- | ------------------------------- | ------------------------------- | ------------------------------- | ------------------------------- | ------------------------------- | ------------------------------- |
| Notatie                         | ƒ/1                             | ƒ/1,4                           | ƒ/2                             | ƒ/2,8                           | ƒ/4                             | ƒ/5,6                           | ƒ/8                             | ƒ/11                            | ƒ/16                            | ƒ/22                            | ƒ/32                            | ƒ/45                            | ƒ/64                            |
| Diafragmagetal zelf             | 1                               | 1,4                             | 2                               | 2,8                             | 4                               | 5,6                             | 8                               | 11                              | 16                              | 22                              | 32                              | 45                              | 64                              |

Het laagste getal komt overeen met de grootst mogelijke diameter van de intreepupil; dit wordt de lichtsterkte van het objectief genoemd.
Een objectief met een diafragma van ƒ/1,4 heeft de dubbele lichtsterkte van een objectief waarbij de kleinste waarde ƒ/2 is. De constructie van lichtsterke objectieven vraagt niet alleen meer materiaal, maar het is ook ingewikkelder, om afbeeldingsfouten te beperken. Daarom zijn lichtsterke objectieven in het algemeen veel duurder dan minder lichtsterke. Voor extreme brandpuntsafstanden geldt dit nog meer; extreem lichtsterke objectieven zijn meestal standaardobjectieven of korte teleobjectieven.

## In de praktijk
Op een fototoestel of filmcamera kan de belichting geregeld worden door het diafragma meer of minder te openen. Het objectief heeft een maximale opening (kleinste diafragmagetal); vervolgens is elke stap groter een kleinere diafragma-opening. Dit wordt bijvoorbeeld gebruikt als er te veel licht is (diafragma kleiner) of als er te weinig licht is (diafragma groter). De maximale opening hangt af van het soort objectief. Objectieven met een vaste brandpuntsafstand zijn eenvoudiger te maken dan zoomobjectieven; de maximale opening van een zoomobjectief is meestal kleiner dan die van een vast objectief.
Aangezien het diafragmagetal een verhouding is, wordt de grootst mogelijke waarde mede bepaald door de brandpuntsafstand: een langer teleobjectief moet een grotere openingsdiameter hebben voor hetzelfde diafragmagetal.

### Diafragma standen
De stappen tussen deze waarden worden ook wel stops genoemd (in feite een anglicisme voor ‘klikken’ of ‘standen’). Iedere stop komt overeen met een factor 2 in de oppervlakte van de diafragmaopening, en dus met de helft of het dubbele van de doorgelaten hoeveelheid licht. Om de oppervlakte van een cirkel te halveren, moet men de diameter met een factor {\displaystyle \scriptstyle {\sqrt {2}}\ \approx \ 1,4} verkleinen. Dit levert een reeks diameters, als een fractie van de brandpuntsafstand ƒ, van ƒ/2; ƒ/2,8; ƒ/4; ƒ/5,6; ƒ/8; ƒ/11; ƒ/16; ƒ/22; ƒ/32 enz. De noemers van deze breuken zijn de bijbehorende diafragmagetallen. Dit verklaart de herkomst van de reeks diafragmagetallen van 2; 2,8; 4; 5,6 enz.: het is de afronding van een meetkundige rij met reden {\displaystyle \scriptstyle {\sqrt {2}}\ \approx \ 1,4}. Gebruikelijk voor een fotografisch objectief van een fototoestel is een diafragmareeks tussen ƒ/1,4 en ƒ/32.
Bij veel objectieven is het ook mogelijk tussenliggende waarden in te stellen, zodat een reeks ontstaat: ƒ/1,2; ƒ/1,4; ƒ/1,6; ƒ/1,8; ƒ/2,0; ƒ/2,2; ƒ/2,5; ƒ/2,8; ƒ/3,2; ƒ/3,5; ƒ/4,0; ƒ/4,5; ƒ/5,0; ƒ/5,6; ƒ/6,3; ƒ/7,1; ƒ/8,0; ƒ/9,0; ƒ/10; ƒ/11; ƒ/13; ƒ/14; ƒ/16; ƒ/18; ƒ/20; ƒ/22; ƒ/25; ƒ/29; ƒ/32 (en kleinere diameters, dus grotere diafragmagetallen). Bij deze reeks is de verhouding tussen twee opeenvolgende waarden ongeveer {\displaystyle \scriptstyle {\sqrt[{3}]{\sqrt {2}}}\ =\ {\sqrt[{6}]{2}}\ \approx \ 1{,}12}.